# Ракитино (Новгородская область)
Ракитино — поселок в Хвойнинском муниципальном районе Новгородской области, относится к Песскому сельскому поселению.
В поселке на 1 января 2009 года было 57 хозяйств и постоянно проживало 110 человек. Площадь земель поселка — 52,2 га.
Ракитино находится на высоте 175 м над уровнем моря, на южном берегу Ракитинского озера.

## История
- До муниципальной реформы Ракитино было административным центром Ракитинского сельсовета.
- Дата основания: 01 июля 1927 года на южном берегу Ракитинского озера был организован Ракитинский механизированный лесопункт.
- Механизация лесопункта составляла всего несколько тракторов, которые таскали по дорогам на специальных тракторных санях-волокушах пиленый лес. Далее этот лес на берегу озера вязался в плоты и сплавлялся по реке Песь в места погрузки в железнодорожные вагоны. Сам Ракитинский лесопункт представлял собой только несколько домиков на полозьях для временного проживания рабочих, место для обслуживания и заправки тракторов да несколько сараев для лошадей и иных хозяйственных нужд.  Постепенно, в течение нескольких лет, лесопункт активно рос, стало строиться жилье для постоянного жительства рабочих, инфраструктура. Также возрастали и требования к количеству заготовленного леса.  Рабочими в Ракитинском лесопункте в основном были жители ближайших деревень. В добавление к этому, в зимнее время, привлекались работники колхозов. Кроме этого, в нем работало и проживало много граждан, высланных из г. Ленинграда на так называемый 101 километр. Кроме них, в Ракитинском лесопункте работали и проживали граждане других национальностей эстонцы, латыши, немцы в основном в качестве рабочих специалистов.  Лесопункт развивался, а вместе с ним развивался рабочий поселок Ракитино: строились бараки-общежития, где семейные могли получить отдельную маленькую комнату; увеличилось количество техники, появились автомобили, активно строились дороги. На территории гаража был установлен дизель генератор, который подавал электричество в дома рабочих, что было роскошью для жителей окрестных деревень.  Развитие Ракитинского лесопункта приостановила начавшаяся Великая Отечественная война, когда большинство рабочих лесопункта и жителей окрестных деревень ушли на фронт, а большинство техники было мобилизовано.
- Война не остановила деятельность лесопункта, и основная тяжесть работы легла на плечи женщин и подростков.
- После войны основную тяжесть работы постепенно брали на себя вернувшиеся с фронта мужчины, стала поступать техника, и леспромхоз стал вновь развиваться

## Экономика и социально-значимые объекты
В деревне есть отделение почтовой связи, общественная баня, библиотека и клуб.
В поселке имеется Обелиск "Героям фронта и труженикам тыла", возведенный общими усилиями жителей поселка.
Регулярно проводятся общественные празднования Государственных праздников, культурно-массовые мероприятия для детей и взрослых, спортивные мероприятия для детей и подростков.
Сформирован Ансамбль активистов. 
Жители поселка активно занимаются самостоятельным благоустройством общественных территорий.